# Skrzydłowy (piłka ręczna)
Skrzydłowy – jedna z pozycji w piłce ręcznej. Zespół liczy sześciu zawodników w polu – kołowego (obrotowego), trzech rozgrywających oraz dwóch skrzydłowych – lewego i prawego. Skrzydłowi ustawieni są przy liniach bocznych boiska, na tzw. skrzydłach. Najczęściej wykonują rzuty z ostrego kąta, mogą też wbiegać na tzw. koło lub obiegać rozgrywających. Skrzydłowi najczęściej wykonują rzuty z autu i rzuty rożne. Zawodnicy grający na tej pozycji są zazwyczaj najniżsi i najszybsi na boisku, więc jako pierwsi biegają do kontrataku.

## Znani skrzydłowi

### Lewoskrzydłowi
- Lars Christiansen
- Dominik Klein
- Torsten Jansen
- Stefan Kretzschmar
- Manuel Štrlek
- Guðjón Valur Sigurðsson
- Juanín García Lorenzana
- Mateusz Jachlewski
- Tomasz Tłuczyński
- Eduard Kokszarow
- Michaël Guigou
- Uwe Gensheimer

### Lewoskrzydłowe
- Maja Savić
- Valentina Ardean-Elisei
- Kinga Polenz
- Sabina Włodek
- Emilija Turej
- Kari Mette Johansen
- Anette Hoffmann-Møberg
- Henriette Mikkelsen
- Thea Mørk

### Prawoskrzydłowi
- Hans Lindberg
- Ivan Čupić
- Mirza Džomba
- Luc Abalo
- Joël Abati
- Florian Kehrmann
- Mariusz Jurasik
- Patryk Kuchczyński
- Michał Daszek
- Jakub Łucak
- Arkadiusz Moryto
- Zdzisław Antczak (piłkarz ręczny)

### Prawoskrzydłowe
- Beatrix Balogh
- Małgorzata Majerek
- Linn-Kristin Koren-Riegelhuth
- Ragnhild Aamodt
- Carmen Martín
- Josephine Touray